# جون بيرك (ضابط)
جون بيرك (بالإنجليزية: John Burke)‏ هو ضابط أمريكي، ولد في 8 يوليو 1838، وتوفي في 23 يونيو 1914.